# Der Bulle von Tölz: Wenn die Masken fallen
Wenn die Masken fallen ist ein deutscher Fernsehfilm von Wolfgang F. Henschel aus dem Jahr 2004 nach einem Drehbuch von Franz Xaver Sengmüller. Es ist die 49. Folge der Krimiserie Der Bulle von Tölz mit Ottfried Fischer als Hauptdarsteller in der Rolle des Hauptkommissars Benno Berghammer.
Die Erstausstrahlung erfolgte am 10. November 2004 auf Sat.1 mit einer Zuschaueranzahl von 5,67 Millionen bei einem Gesamtmarktanteil von 21,2 Prozent.

## Handlung
Resi Berghammer hat einen Partyservice gegründet und auch gleich zwei lukrative Aufträge an Land gezogen: Der „Freizeitclub der Abenteurer“ in der „Villa Safari“, ein Swingerclub, öffnet seine Pforten, und der von Prälat Barthel Hinter ins Leben gerufene „Katholische Verein zur Erhaltung der moralischen Sauberkeit“ versammelt sich als Reaktion auf die Eröffnung des Swingerclubs. Prominente Unterstützung erhält der Prälat vom Landtagsabgeordneten Erich Schöppl und dem erst kürzlich neu gewählten Landrat Edgar Heilmeyer, der eine flammende Rede zur moralischen Sauberkeit hält. Während Resi ihre Ware zum Swingerclub liefert, bringt ihr Sohn Benno das zweite kalte Büffet zu Prälat Hinter.
Die Eröffnungsparty des Swingerclubs steht unter keinem guten Stern: Zuerst dringen zwei Maskierte ein und rauben die Wertgegenstände und Kreditkarten der Besucher, und dann finden einige Gäste im Spiegelkabinett auf dem Schwebebett die strangulierte Leiche von Susanne Büscher. Für die Betreiber Gerhart Rautmann und Sylvia Spindler, die den Swingerclub für eine Gruppe anonymer Investoren leiten, ist das eine Katastrophe.
Für die Kommissare Benno Berghammer und Sabrina Lorenz gestalten sich die Ermittlungen schwierig, weil die Betreiber je zwei Masken in zehn unterschiedlichen Variationen an 100 Personen geschickt haben, von denen etwa 30 der Einladung gefolgt sind. Zudem haben die Gäste spätestens nach dem Leichenfund das Etablissement verlassen. Sämtliche Räume sind videoüberwacht, doch ausgerechnet die Kamera im Spiegelkabinett ist ausgefallen.
Es stellt sich heraus, dass der Landtagsabgeordnete Schöppl nicht nur den Sauberkeitsverein unterstützt, sondern auch einer der Investoren des Swingerclubs ist. Für ihn schließt das eine das andere nicht aus.
Manuela Heilmeyer, die Ehefrau des Landrats, sagt gegenüber Kommissarin Lorenz aus, sie sei aus Rache für einen Seitensprung ihres Mannes mit dem Ehepaar Fred und Susanne Büscher im Club gewesen. Sie und Susanne hätten zum Spaß die Masken getauscht, was aber nur Fred mitbekommen habe. Unter dem Druck der Kommissare gibt der Landrat zu, ein Verhältnis mit Olga Obwaller gehabt zu haben. Sie seien jetzt aber nur noch gute Freunde; er habe festgestellt, dass er seine Frau immer noch liebe. Laut Frau Obwaller besteht dieses Verhältnis nach wie vor. Ihre Mitbewohnerin Lisa sagt aus, Edwin Heilmeyer sei mit Olga im Swingerclub gewesen, um zu sehen, ob seine Frau auch anwesend sei, aber sie sei nicht zu entdecken gewesen. Olga sei übrigens diejenige gewesen, die die Leiche als Erste entdeckt habe, und als sie die Maske der Toten angehoben habe, sei sie enttäuscht gewesen, dass es die Falsche erwischt habe.
Gerhart Rautmann versucht, Manuela Heilmeyer für sich zu gewinnen, doch sie sagt, es sei vorbei mit ihrer Affäre. An dem Tag, an dem sie ihn kennengelernt habe, sei sie dahintergekommen, dass ihr Mann sie betrüge; es sei reine Rache gewesen.
Olga Obwaller bekommt von Landrat Heilmeyer den Laufpass, worauf sie ihm beweisen will, dass seine Frau ihn nach wie vor betrügt, indem sie und Lisa abwechselnd Manuela Heilmeyer beschatten.
Die Kommissare bekommen teilweise ein Streitgespräch zwischen Fred Büscher und Landrat Heilmeyer mit, bei dem sie einander bezichtigen, eifersüchtig gewesen zu sein. Kommissarin Lorenz glaubt, dass es für Büscher ein Geschenk des Himmels wäre, wenn jeder glaubte, die beiden Frauen seien verwechselt worden.
Der Landtagsabgeordnete Schöppl räumt ein, sein Engagement habe lediglich dazu gedient, den Landrat und seine Wahlhelfer in einen Sittenskandal zu verwickeln. Zum Überfall auf den Club meint er, das seien unbescholtene Halbwüchsige aus Prälat Hinters Jugendgruppe gewesen, die sich mit Spielzeugpistolen einen harmlosen Faschingsscherz geleistet hätten, um auf Abwege geratene Bürger zu ernüchtern und für eine wohltätige Spendenaktion zu erwärmen.
Frau Obwaller ist gerade dabei, im Kommissariat ihr Aussageprotokoll zu unterschreiben, da meldet Lisa telefonisch, dass Frau Heilmeyer soeben männlichen Besuch bekommen hat. Berghammer und Lorenz wollen wissen, um wen es sich dabei handelt, und fahren zum Haus des Landrats.
Inzwischen hat Gerhart Rautmann Manuela Heilmeyer gefesselt und geknebelt und will sie dafür bestrafen, dass sie ihn nicht erhört hat. Als die Kommissare eintreffen, vernehmen sie ein Motorengeräusch aus der Garage und können die beiden Autoinsassen gerade noch retten.

### Nebenhandlung
Nach den schrecklichen Ereignissen im Swingerclub nutzt Prälat Hinter die Gunst der Stunde und will ab sofort jährlich die „Sankt-Michaels-Ehrenmedaille“ an Personen verleihen, die sich um die Erhaltung der Moral verdient gemacht haben. Für seine engagierte Rede beim Sittlichkeitsverein soll Landrat Heilmeyer der erste Empfänger dieser Auszeichnung sein. Als Benno Berghammer ihm mitteilt, dass der Landrat vermutlich am selben Abend mit seiner Geliebten im Swingerclub war und auf der Liste der Mordverdächtigen ganz oben steht, möchte der Prälat dem Landtagsabgeordneten Schöppl die Medaille verleihen. Doch auch von diesem Kandidaten rät Berghammer ihm ab, weil Schöppl seine politischen Gegner samt Anhang in den Swingerclub gezogen hat. Der entsetzte Prälat will sich nun nicht mehr blamieren und sucht nach einem Preisträger, der bei Presse und Polizei über alle Zweifel erhaben ist, und da kommt für ihn nur einer in Frage: Benno Berghammer. Dieser jedoch lehnt die Auszeichnung vehement ab, sodass der Prälat auf die Notlösung für den Ernstfall zurückgreift: Er verleiht sich die Sankt-Michaels-Ehrenmedaille selbst.

## Hintergrund
Die Dreharbeiten wurden in Bad Tölz und München durchgeführt; als Schauplatz für die „Pension Resi“ diente das Hollerhaus Irschenhausen.

## Kritik
Die Programmzeitschrift TV Spielfilm schreibt: „Fischer agiert träge inmitten einer überkonstruierten Geschichte und überforderten Mitspielern.“ Fazit: „In jeder Hinsicht viel zu behäbig.“